# Muzułmańska Gmina Wyznaniowa w Bohonikach

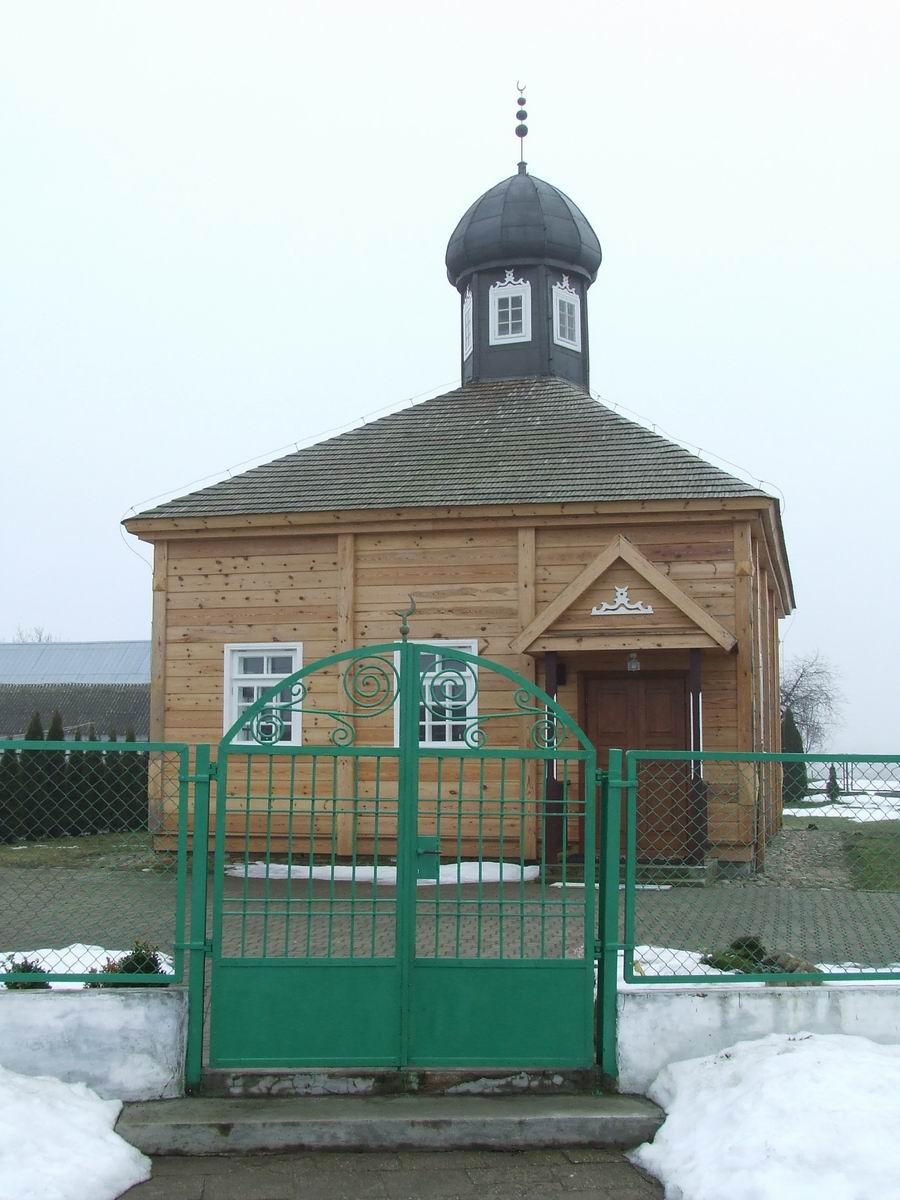
Meczet w Bohonikach

Muzułmańska Gmina Wyznaniowa w Bohonikach – muzułmańska jednostka organizacyjna z siedzibą w Bohonikach, wchodząca w skład Muzułmańskiego Związku Religijnego w RP.
Gminę założyli Tatarzy w XVII w. Posiada drewniany meczet, w którym modlitwy odbywają się w każdy piątek i święta, dwa mizary, z których jeden jest nadal czynny, oraz dom funduszowy. Imamem gminy bohonickiej jest Aleksander Bazarewicz. 

## Adres gminy
- Bohoniki 24
- 16-100 Sokółka